# Return to Genesis
Return to Genesis est un jeu vidéo de type shoot them up développé pour Firebird Software en 1988 par Steve Bak, Pete Lyon & David Whittaker pour la musique. Le jeu a été développé sur Atari ST et adapté sur Amiga.

## Système de jeu

### Principes de base
Return To Genesis est un jeu vidéo en scrolling horizontal.
Le but est de sauver des otages avec votre vaisseau.

## Technique
Le scrolling horizontal était non seulement en 50 images par seconde mais proposait également un plan différentiel, ce qui était remarquable pour l'époque. Il  était obtenu par précalcul et non par rotation de bit, seule technique normale possible sur l'Atari ST pour un scrolling horizontal, alors que le scrolling vertical était obtenu aisément par déplacement du pointeur de la mémoire écran. Les blocs étaient précalculés pour s'afficher sur un des 16 bits du mot. L'espace mémoire étant très restreint, ceci limitait la variété des blocs qui étaient répétés dans un niveau tandis que seule la moitié de l'écran était utilisé. 
Le disque était doté d'un loader personnalisé par l'auteur permettant de charger à très grande vitesse le jeu.